# Warenhaussteuer
Als Warenhaussteuer bezeichnet man eine Sonderbesteuerung von Großvertriebsformen des Einzelhandels, die vor allem kurz vor Ende des 19. Jahrhunderts und im ersten Drittel des 20. Jahrhunderts gefordert und eingeführt wurde.
In der Regel handelte es sich um Sonderumsatzsteuern, die dem Schutze des kaufmännischen und gewerblichen Mittelstands vor der als übermächtig empfundenen Konkurrenz des Warenhauses dienen sollten. In der entsprechenden Agitation spielten auch Elemente des Antisemitismus eine Rolle.
Eine erhöhte Umsatzsteuer für Warenhäuser und Konsumvereine mit Jahresumsatz von mehr als einer Million Mark wurde von der Regierung unter Heinrich Brüning durch Änderung des Biersteuergesetzes am 15. April 1930 im Wege von RGbl (Teil I) 1930 S. 136 eingeführt. Im Dritten Reich waren Großbetriebe des Einzelhandels auch gewerbesteuerlich benachteiligt. Entsprechende Gedanken der Mittelstandsförderung spielten bis in die 1950er-Jahre eine Rolle.